# Heinenoord
Heinenoord is een dorp in de gemeente Hoeksche Waard in de Nederlandse provincie Zuid-Holland. Tot 1984 was Heinenoord een zelfstandige gemeente, vervolgens was het tot 1 januari 2019 onderdeel van de gemeente Binnenmaas. 

## Ligging
Heinenoord ligt op het Zuid-Hollandse eiland de Hoeksche Waard. Het is een dijkdorp, dat voor een groot deel bestaat uit lintbebouwing langs de Dorpsstraat en de landschappelijke zone langs de Oude Maas. De aangrenzende buurtschap Goidschalxoord, die ook bestaat uit oude lintbouwing langs de dijk, versterkt dit beeld. Kuipersveer en Blaaksedijk zijn ook buurtschappen van Heinenoord. Bepalend voor het gezicht van Heinenoord zijn verder de strakke, op deltahoogte gebrachte Buitendijk langs de Oude Maas en de palletfabriek in Goidschalxoord.
Tussen de Buitendijk en de Oude Maas ligt een natuurgebied dat bestaat uit griend (beplanting). In deze grienden is het Kees Leenheer-pad aangelegd, vernoemd naar de voormalige beheerder van dit gebied.
Sinds 14 november 1968 wordt de Hoeksche Waard met de gemeente Barendrecht, op IJsselmonde (eiland), verbonden door de Heinenoordtunnel. Op 16 september 1999 werd de tweede Heinenoordtunnel, die bestaat uit twee buizen, opengesteld voor het langzaam verkeer. Dit is tevens de eerste geboorde tunnel in Nederland.

## Geschiedenis
Het gebied rond Heinenoord stond in de middeleeuwen bekend als het Land van Wale. Na de Sint-Elisabethsvloed van 1421 kwam het onder water te liggen en pas in 1437 kwam het weer droog. Rond die tijd werd het dorp (Heynekens orde, Heynkensort) gesticht. Samen met Goidschalxoord en de buurtschappen Blaaksedijk en Kuipersveer vormde het van 1855 tot 1984 één gemeente.
Op 17 februari 1945 schoot een knokploeg de NSB-burgemeester M.A. Simonis uit Nieuw-Beijerland dood op Heinenoords grondgebied. De volgende dag werden als represaille door de Duitsers ter plaatse tien Nederlanders gefusilleerd, die gevangen zaten in het Oranjehotel in Scheveningen. Op dezelfde plaats is in 1950 het monument Moeder onthuld.
Tijdens de watersnoodramp van 1953 stroomden de Oost- en West-Zomerlandse polders, het gebied tussen de Buitendijk en de Dorpsstraat, vol water. Na de watersnoodramp werd de Buitendijk op deltahoogte gebracht en werd de Oude haven afgedamd.

## Bezienswaardigheden
- In het dorp staat de 15e-eeuwse hervormde kerk met zeer scheve toren (volgens de dorpelingen staat hun toren schever dan de Toren van Pisa). De scheefstand valt echter niet meteen op, doordat de later aangebrachte torenspits wél recht omhoog wijst.
- In deze kerk staat sinds 1974 een Lohman-orgel uit 1855, afkomstig uit de kerk van het niet meer bestaande dijkdorp Oterdum bij Delfzijl.
- Ook bevindt zich in Heinenoord het Streekmuseum Hoeksche Waard dat gevestigd is in de oude herenboerderij Hof van Assendelft. Hier is een permanente tentoonstelling over het leven op de Hoeksche Waard in de 19e en vroege 20e eeuw te vinden. In het streekmuseum is ook het streekarchief van de Hoeksche Waard gevestigd.
- Aan de zuidkant van de doorgaande dijk liggen de drie monumentale boerderijen Oost-Leeuwenstein (1650), Midden-Leeuwenstein (1851) en West-Leeuwenstein (1762).
- Aan de noordkant van deze dijk, tussen Goidschalxoord en Heinenoord, staat een watertoren uit 1910.

## Geboren
- Peter Leeuwenburgh (1994), voetballer
- Esmee Brugts (2003), voetballer

## Afbeeldingen

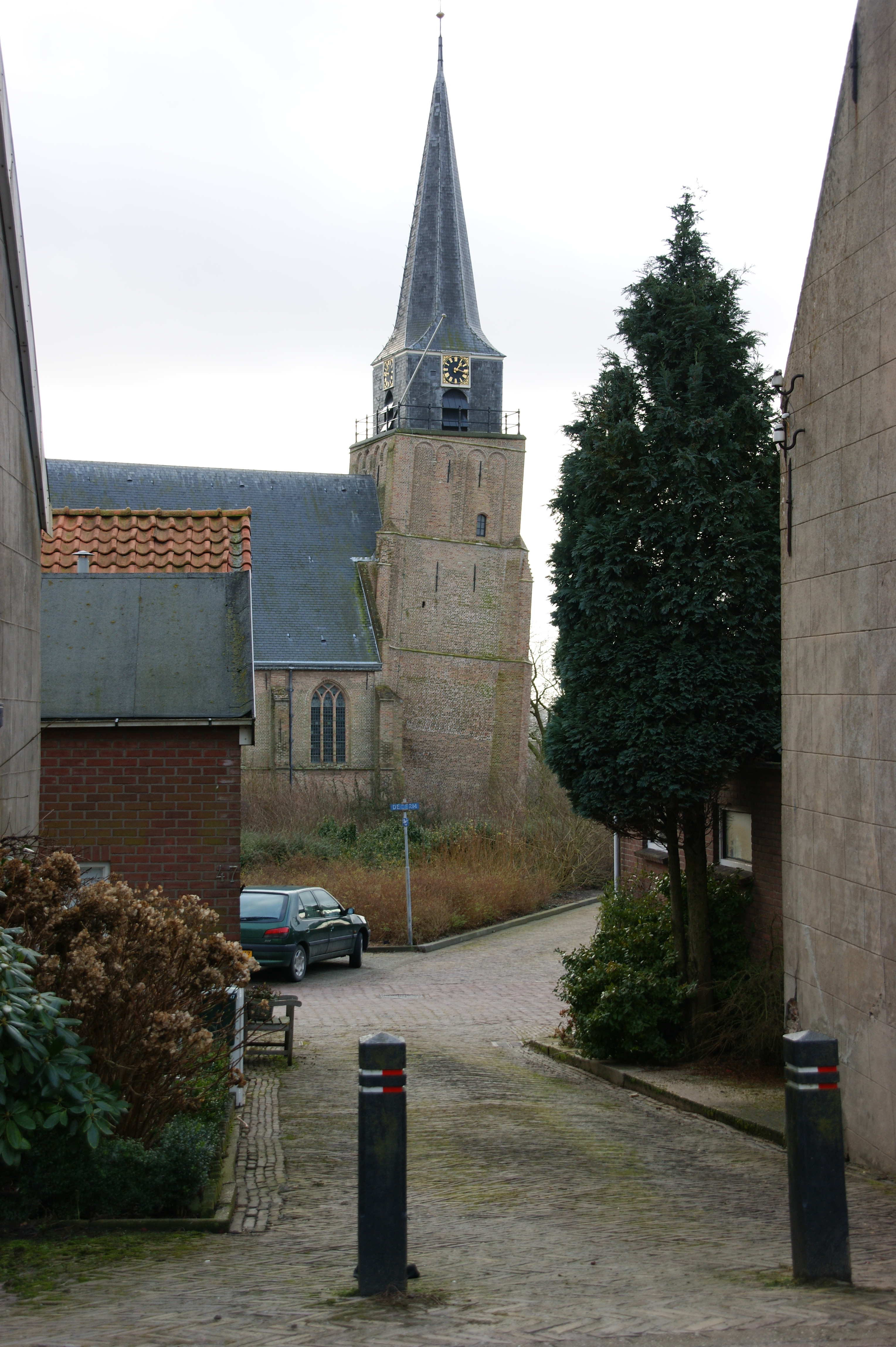
De scheve toren
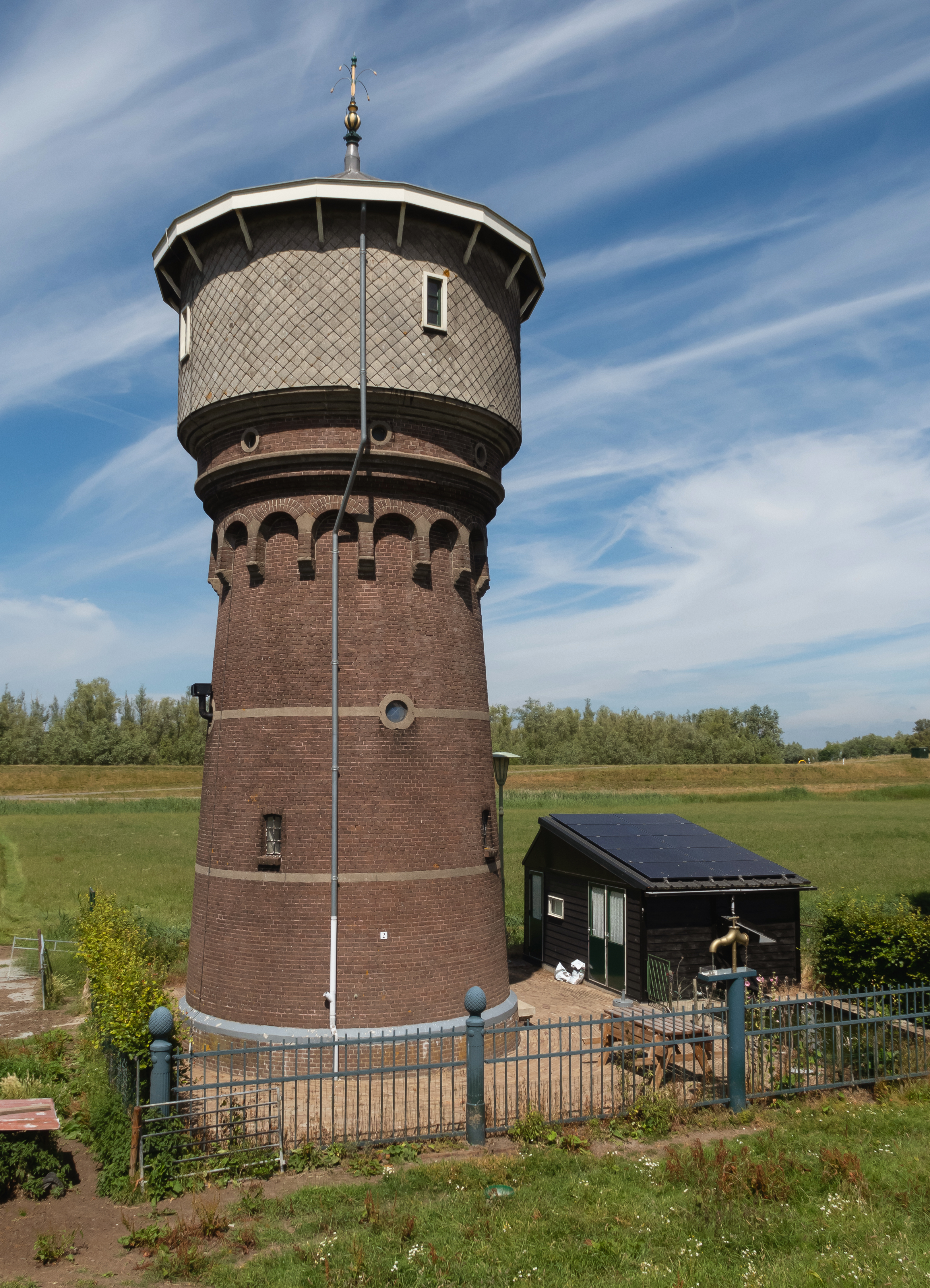
Watertoren
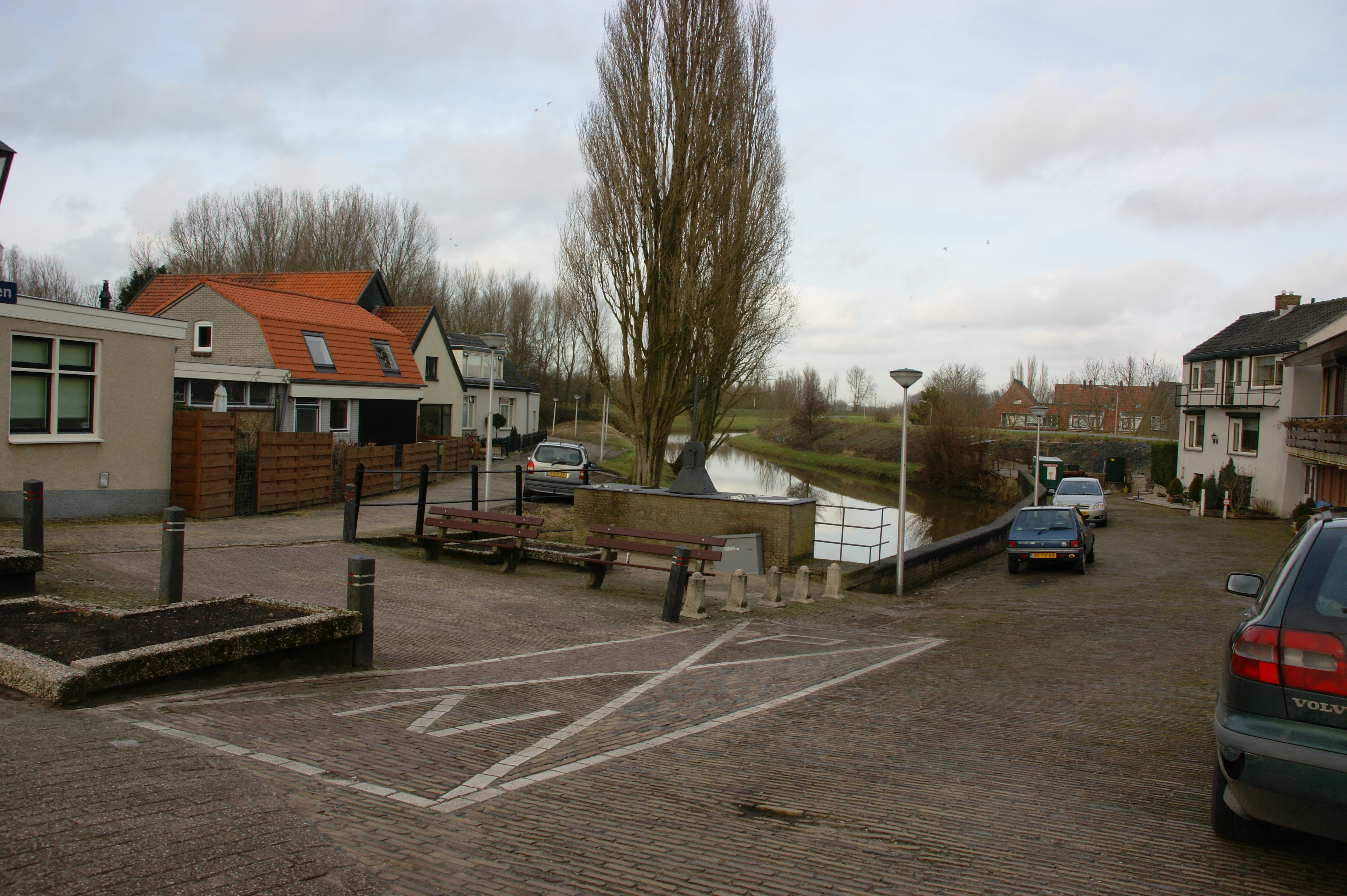
Oude haven
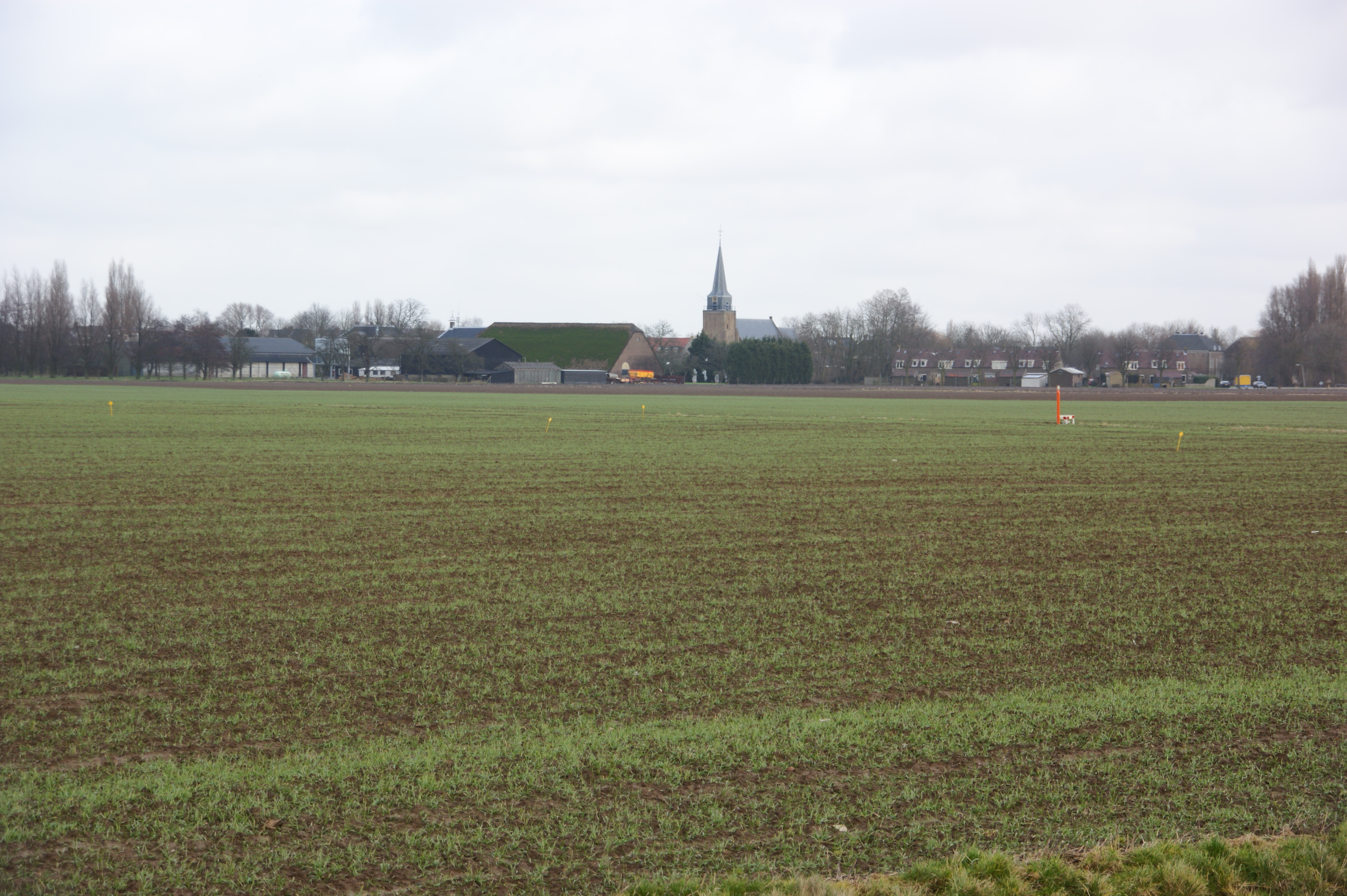
Heinenoord
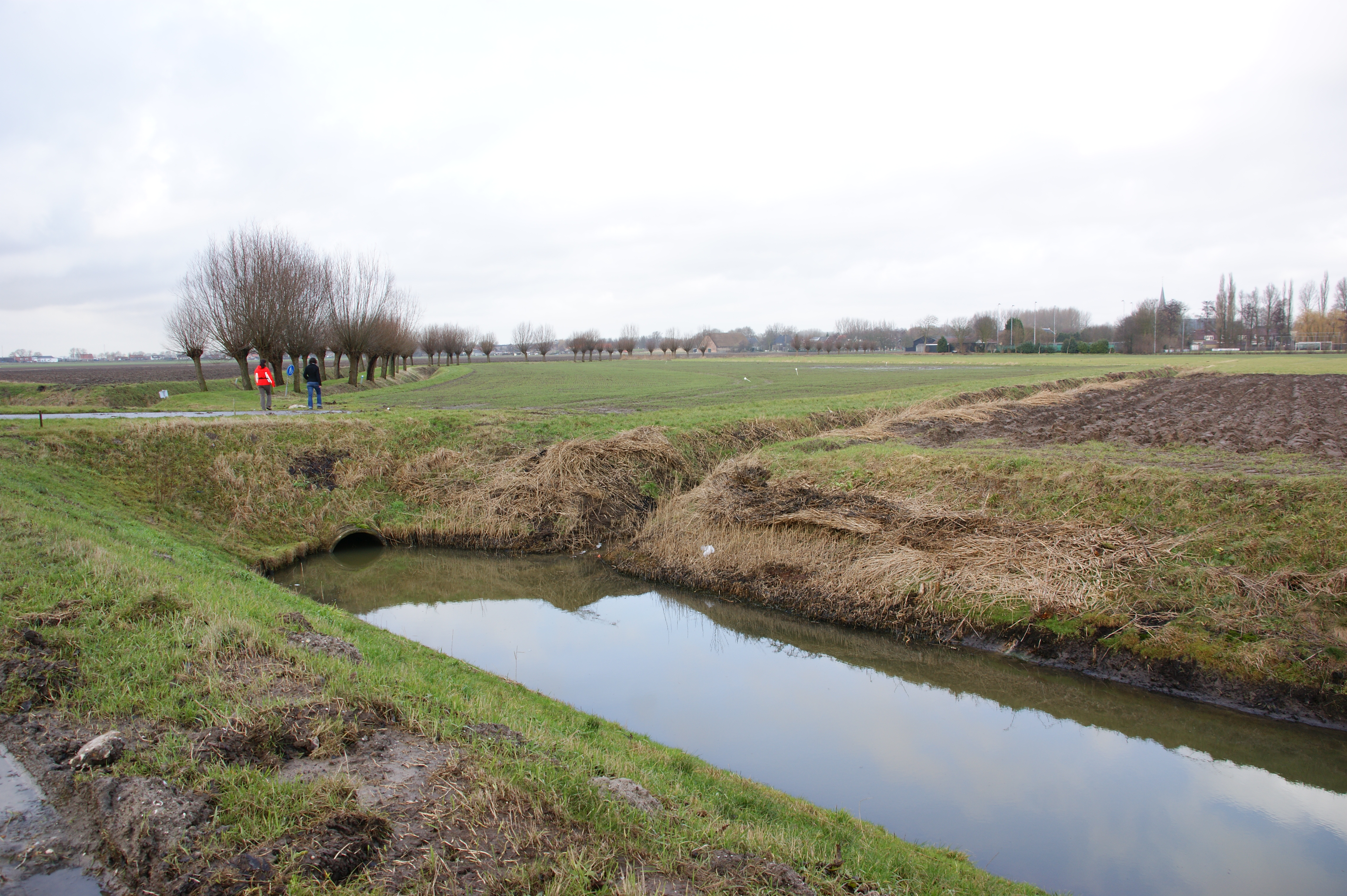
Heinenoord west